# 萊斯羅普鎮區 (密蘇里州克林頓縣)
萊斯羅普鎮區（英語：Lathrop Township）是位於美國密蘇里州克林頓縣的一個行政鎮區。

## 地方資料
萊斯羅普鎮區的面積為165.43平方千米，當中陸地面積為165.08平方千米，而水域面積為0.35平方千米。根據2020年美國人口普查的數據，當地共有人口3324人，而人口密度為每平方千米20.09人。